# موزه عمارت شهرداری اردبیل
این موزه در محل قدیمی شهرداری اردبیل که در تاریخ ۲۱ اسفند ۱۳۹۷ به ثبت ملی رسیده است واقع در میدان ورزش قراردارد.در این موضوع علاوه بر مشاغل و حرف قدیمی اردبیل، سردیس و تندیس مشاهیر تاریخی شهر اردبیل منجمله حاج باباخان اردبیلی مجاهد اردبیلی نهضت مشروطه  به نمایش گذاشته شده است.این موزه برای چندمین بار ، به عنوان موزه برتر کشور انتخاب گردیده است.

## مشخصات موزه
این موزه در محل نارین قلعه سابق که بخشی از تاریخ مشروطه آن در آن اتفاق افتاده است در دو طبقه مجزا با تالارهای تخصصی و زیرزمین با ۱۹ غرفه ساخته شده است  که دارای تالارهای تخصصی در زمینه های شعر و شعرا، تاریخ چاپ و مطبوعات، تعزیه، طبابت، صنایع دستی، سیر تاریخی آموزش و پرورش، فیلم و سریال و… می باشد.غرفه های زیرزمین این موزه نیز در اختیار خانه فرهنگ و هنر استان اردبیل برای برگزاری نمایشگاه ها، نشست های ادبی، کارگاه های هنری و ...قرار گرفته است.
یکی از تالارهای این موزه تالار بلدیه است. در تالار بلدیه، تاریخ شهرداری اردبیل از بدو تاسیس تاکنون به نمایش درآمده، علاوه براین در این تالار اسناد و مدارک تصویری شهرداران قبلی اردبیل در معرض دید عموم و شهروندان قرار گرفته است.
این عمارت در ۳ طبقه با مساحت ساختمان ۱۸۴۲ متر مربع که هر طبقه آن شامل ۶۱۴ متر مربع می‌باشد. ساختمان ۸۰ ساله شهرداری اردبیل از ۱۷ بخش از جمله طب و طبابت، چاپ و مطبوعات، شهرداران، صنوف، عکاس خانه، تعزیه و دیگر بخش ها که نشانگر پیشینه با ارزش تاریخی و فرهنگی استان اردبیل می باشد تشکیل شده است.